# Улица Скобелевская (станция метро)
«У́лица Ско́белевская» — станция Московского метрополитена, расположена на Бутовской линии метро между станциями «Улица Старокачаловская» и «Бульвар Адмирала Ушакова». Открыта 27 декабря 2003 года в составе участка «Улица Старокачаловская» — «Бунинская аллея». Названа по одноимённой улице, носящей имя героя русско-турецкой войны М. Д. Скобелева.

## История
Станция открыта 27 декабря 2003 года в составе участка «Улица Старокачаловская» — «Бунинская аллея», после ввода в эксплуатацию которого в Московском метрополитене стало 170 станций.

## Вестибюли и пересадки
Два вестибюля станции расположены на бульваре Адмирала Ушакова, по обе стороны от Скобелевской улицы. Вестибюли соединены с платформой эскалаторными галереями. В центре платформы смонтирован лифт для спуска и подъёма инвалидных колясок.
В отличие от других станций Московского метрополитена, станция «Улица Скобелевская» была построена над проезжей частью одноимённой улицы.

## Техническая характеристика
Конструкция станции — надземная с островной платформой, сооружена на эстакаде, типовой проект. Длина платформы: 90 м, ширина платформы: 7 м, высота платформы: 9,6 м.

## Оформление
Платформа закрыта от осадков металлическим навесом, который поддерживается рядом парных опор по оси станции. Пути с внешних сторон закрывает противошумовой экран.

## Галерея

Общий вид станции со стороны Скобелевской улицы
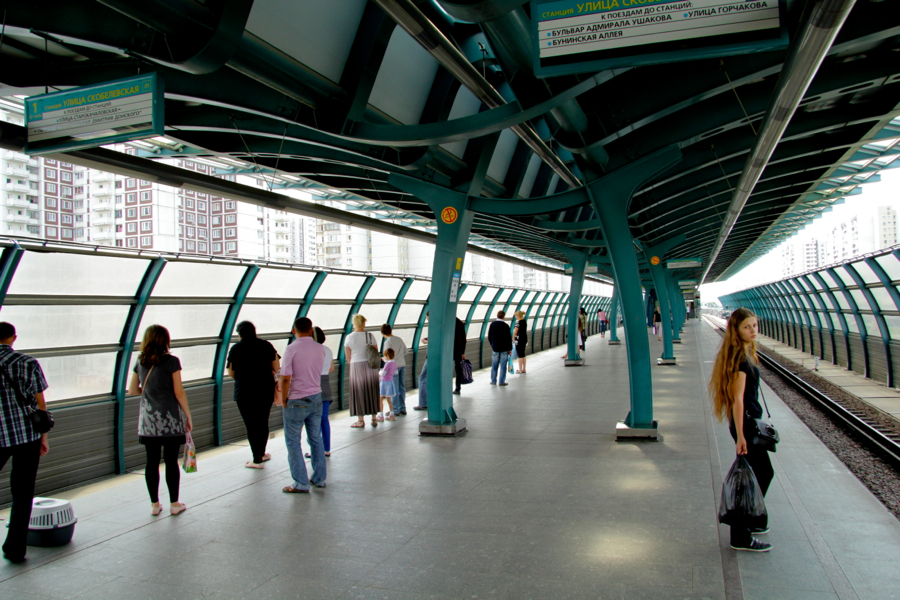
Посадочная платформа
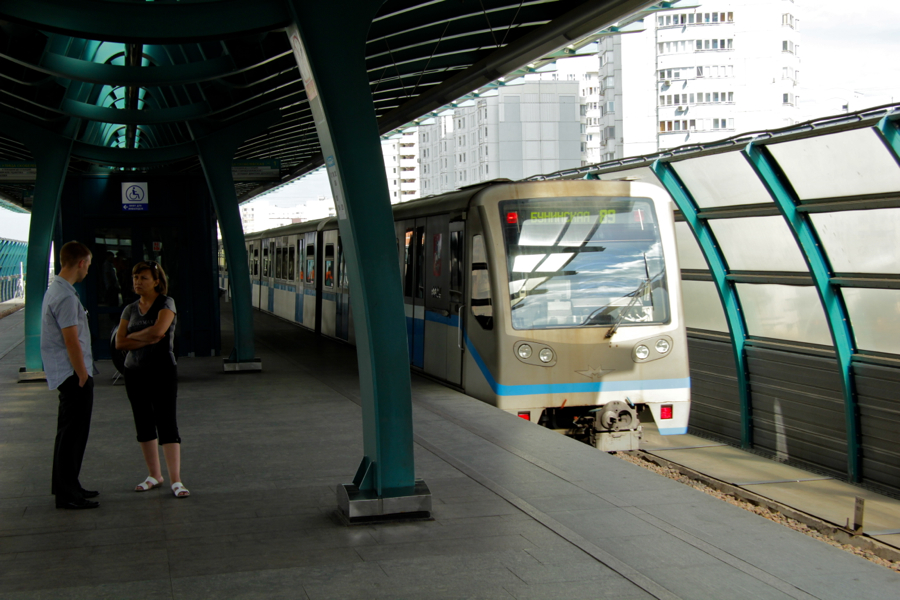
Поезд на станции
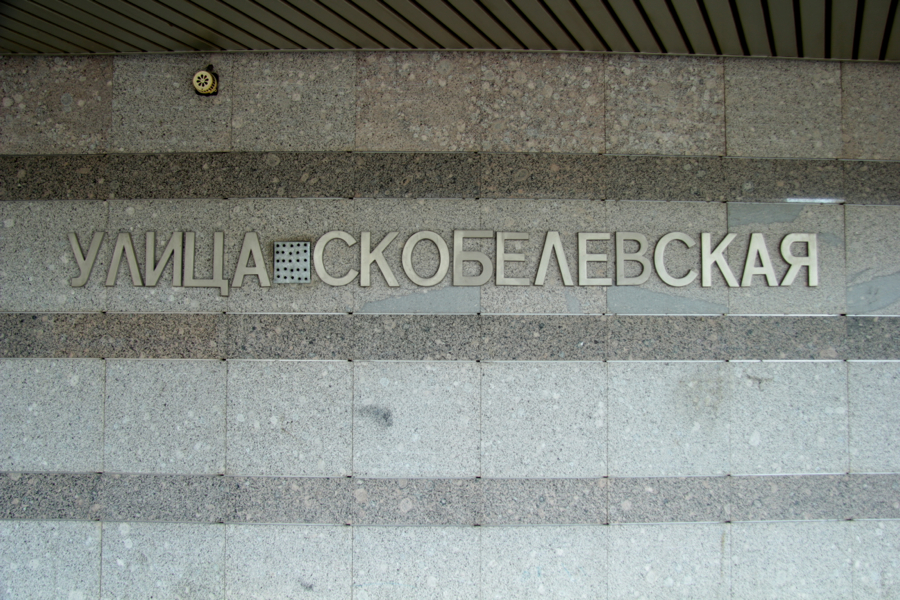
Название станции на стене вестибюля

## Станция в цифрах
- Таблица времени прохождения первого поезда через станцию[1]:

| По чётным числам                             | Будние дни | Выходные дни |
| По нечётным числам                           | Будние дни | Выходные дни |
| В сторону станции «Улица Старокачаловская»   | 06:04      | 06:05        |
| В сторону станции «Улица Старокачаловская»   | 06:04      | 06:05        |
| В сторону станции «Бульвар адмирала Ушакова» | 05:46      | 05:46        |
| В сторону станции «Бульвар адмирала Ушакова» | 05:46      | 05:46        |

## Наземный общественный транспорт
На этой станции можно пересесть на следующие маршруты городского пассажирского транспорта:
- Автобусы: с1, 146, 523, 523к, 877, с936, с953